# IAG Cargo
IAG Cargo est la division de gestion de fret de International Airlines Group (IAG). IAG Cargo utilise la capacité de fret des vols passagers de ses compagnies sœurs, telles que British Airways, et maintient trois hubs situés à l'aéroport international de Dublin, de Londres-Heathrow et de Madrid-Barajas. IAG Cargo assure le transport de marchandises avec plus de 15 000 vols par semaine vers plus de 350 destinations dans plus de 80 pays via son réseau passager affilié de 5 compagnies aériennes.

## Opérations
Les services de fret de British Airways World Cargo étaient assurés à l’aide de la flotte principale de British Airways. BA World Cargo exploitait également des avions cargo sous un contrat de wet lease avec Global Supply Systems jusqu’en 2014. Les services de fret d’Aer Lingus Cargo et Iberia Cargo étaient assurés en utilisant la flotte entière de leurs compagnies respectives. La société a été formée en avril 2011 par la fusion de British Airways World Cargo et Iberia Cargo. BMI Cargo a également été intégré à l’entreprise à la suite de l’achat par IAG de British Midland International en avril 2012, et de même, après la prise de contrôle d’Aer Lingus, ses services ont été intégrés en 2016. En 2012, les opérations de British Airways World Cargo et Iberia Cargo ont réalisé un chiffre d’affaires commun de 1 217 millions d’euros. Ils disposent d’une main-d’œuvre combinée de plus de 2 400 personnes couvrant un réseau mondial de plus de 350 destinations.
Le hub d’IAG Cargo à Londres a été construit en 1999 pour l’entrée, le transit et la sortie des envois de fret internationaux. Le campus est centré sur deux installations offrant plus de 90 000 m² d’espace et une capacité de 800 000 tonnes par an. Le hub d’IAG Cargo à Madrid a été initialement construit pour Iberia Cargo en 1994 pour l’entrée, le transit et la sortie des envois de fret internationaux. Il dispose de plus de 20 000 m² d’espace.